# Gwna-Gruppe
Dieser Artikel wurde wegen inhaltlicher Mängel auf der Qualitätssicherungsseite des Portals Geowissenschaften eingetragen. Dies geschieht, um die Qualität der Artikel im Themengebiet Geowissenschaften zu steigern. Bitte hilf mit, die Mängel zu beseitigen, oder beteilige dich an der Diskussion. (+)

Begründung: Bisschen mager alles. Insbesondere die Beschreibung der Lithologie ist sehr dürftig (vor allem angesichts der Masse an gelisteter Literatur): welche Sedimentgesteine und welche Magmatite sind in der Einheit enthalten, und in welchem erdgeschichtlichen Rahmen stehen diese (und damit meine ich nicht die Rutschung, sondern das was vorher war)? Dass die Einheit metamorph ist, gehört eig. schon in die Einleitung. Sprachlich ist das teilweise auch nicht das Gelbe vom Ei („kommen die Schichten zu Tage“), und bei der IPA-Transkription hab ich auch so meine Zweifel... --Gretarsson (Diskussion) 23:27, 4. Okt. 2017 (CEST)

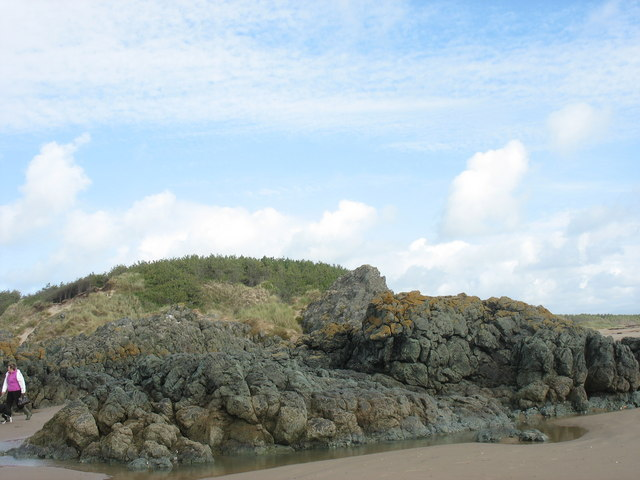
Kissenlava bei Gwddw Llanddwyn, Anglesey.

Die Gwna-Gruppe (engl.: Gwna Group, ɡuna) ist eine lithostratigraphische Gruppe in Nordwest-Wales. Sie besteht aus Schichten jungpräkambrischen (Ediacarium) bis kambrischen Alters. Der Name leitet sich vom Fluss Afon Gwna bei Bodorgan in Anglesey ab, wo es einen gut sichtbaren Aufschluss gibt. Gelegentlich wird die Gruppe auch als Gwna Mélange bezeichnet.

## Vorkommen
In verschiedenen Teilen von Anglesey, entlang der Küste der Halbinsel Llŷn und auf Bardsey Island kommen die Schichten zu Tage. Meistens bilden die Bänke beeindruckende Klippen, an denen die Schichtung gut nachvollzogen werden kann.

## Lithologie und Stratigraphie
Die Gruppe liegt zum größten Teil auf den Church Bay Tuffs auf und wird von den Chlorit-Schiefern der Fydlyn Group überdeckt. Sie gehört zur Monian Supergroup. Man vermutet, dass die Gruppe in Wahrheit ein Olisthoplaka ist, also das Ergebnis einer gigantischen untermeerischen Rutschung, die vielleicht aufgrund von tektonischen Aktivitäten vor ca. 614 Mio. Jahren ausgelöst wurde. In den Schichten findet man auch Klasten, Bruchstücke von Ausgangsgestein in unterschiedlichster Größe bis hin zu Größen von mehr als einem Kilometer. Die Gesteine der Gruppe sind sowohl Sedimente und Sedimentgesteine, als auch Magmatisches Gestein. Die Gruppe als Ganzes war einer geringfügigen Metamorphose unterworfen.